# Drugi Bank Stanów Zjednoczonych
Drugi Bank Stanów Zjednoczonych (ang. Second Bank of the United States) – bank centralny w Stanach Zjednoczonych, z siedzibą w Filadelfii, działający w latach 1816–1836, a jako bank prywatny do 1841 roku.

## Powstanie
Kadencja Pierwszego Banku zakończyła się w 1811 roku, kiedy to Kongres odmówił przedłużenia mu licencji. Jednak w wyniku prowadzonej w 1812 roku wojny z Wielką Brytanią, decydenci w Stanach Zjednoczonych zdali sobie sprawę, że jedynie posiadając bank centralny, są w stanie obsłużyć wydatki państwa. Powstało wówczas około 150 mniejszych banków, jednakże żaden z nich nie był w stanie sprostać temu zadaniu. Dlatego też, Henry Clay przeforsował w Izbie Reprezentantów ustawę o powołaniu Drugiego Banku w 1816 roku. Zarówno prezydent James Monroe, jak i jego poprzednik, James Madison byli w przeszłości przeciwnikami takiego rozwiązania, jednakże zmienili zdanie. Do grona zwolenników dołączyli także finansiści John Jacob Astor i Stephen Girard. Bank dokapitalizowano kwotą 35 milionów dolarów, z czego 1/5 pochodziła z funduszy federalnych i formalnie był instytucją prywatną, powiązaną z administracją centralną. Miał prawo obracać zdeponowanymi funduszami publicznymi na nieoprocentowanym rachunku i wyłączne prawo obsługi depozytów państwowych. Otrzymał 1,5 miliona dolarów (w postaci rocznego ryczałtu) na dokonywanie przelewów rządowych. Ponadto miał prawo emisji pieniądza papierowego. Pierwszym prezesem został William Jones, który niebawem został zastąpiony przez Langdona Chevesa.

## Działalność
Banki podlegające kontroli Drugiego Banku nierzadko nadużywały prawa emisji pieniądza, poprzez produkcję banknotów, niemających pokrycia w kruszcu. Były one wykorzystywane głównie przy pożyczkach na spekulacje gruntami, przy wysokich oprocentowaniach. Kryzys z 1819 roku sprawił, że banki przejmowały ziemie obciążone hipoteką od pożyczkobiorców, niezdolnych do spłaty kredytów. W ten sposób bank zdobywał środki na spłacenie długu za zakup Luizjany, lecz został obarczony winą za depresję gospodarczą. Recesja doprowadziła do upadku wielu banków stanowych i fabryk. W 1823 roku prezesem Drugiego Banku został Nicholas Biddle, który organizował sprzedaż obligacji państwowych i przechowywał fundusze federalne. Ponadto pilnował, by banki nie udzielały kredytów przy zawyżonych oprocentowaniach i nie emitowały pieniędzy ponad limit, dzięki regularnym żądaniom konwersji banknotów na kruszec. Mimo skutecznych zabiegów, bank centralny był ostro atakowany, głównie przez dłużników z rolniczego Południa i Zachodu – zwolenników „miękkiego pieniądza”, domagających się większej dostępności kredytów. Na Północy także krytykowano jego działalność, gdyż zwolennicy „twardego pieniądza” sprzeciwiali się emisji banknotów. Banki stanowe protestowały przeciwko kontroli ze strony banku centralnego, natomiast nowojorscy finansiści nie zgadzali się, że siedziba Drugiego Banku znajduje się w Filadelfii.

## Wojna o bank
W 1832 roku Henry Clay i Daniel Webster, sądząc że mimo powszechnej krytyki, Drugi Bank ma więcej zwolenników niż wrogów, namówili Biddle’a, by zwrócił się o przedłużenie licencji banku (mimo że jego mandat wygasał dopiero w 1836 roku). Niechętny większości instytucji finansowych, Andrew Jackson zawetował ustawy uchwalone w lipcu przez Kongres. Stwierdził, że bank jest niekonstytucyjny, zbędny i niebezpieczny. Kwestia banku stała się dominującym tematem, odbywających się wówczas wyborów prezydenckich. Po zwycięstwie wyborczym i uzyskanej reelekcji, prezydent postanowił doprowadzić do jak najszybszego zamknięcia banku centralnego. Nakazał wówczas wycofanie wszelkich depozytów federalnych i wpłacenie ich do wybranych przez siebie banków stanowych. Dokonać mógł tego jedynie sekretarz skarbu, jednak dwaj kolejni politycy zajmujący to stanowisko, odmówili wykonania tego polecenia. Zostali za to zdymisjonowani i dopiero Roger Brooke Taney posłuchał prezydenta i wycofał depozyty, bez podania Izbie Reprezentantów uzasadnienia. Wobec tego, Senat nie zatwierdził Taneya na stanowisku sekretarza skarbu, a ponadto 28 marca 1834 roku, udzielił prezydentowi nagany.
Biddle postanowił wówczas wstrzymać udzielanie kredytów i egzekwować spłatę tych, które zostały już zaciągnięte. Miał nadzieję, że dzięki temu wzbudzi presję ekonomiczną, która zmusi Jacksona do zmiany zdania. Jednakże prezydent wykorzystał sytuację, jako kolejny argument przeciwko istnieniu banku centralnego. Nicholas Biddle zaprzestał swojej działalności latem 1834 roku. Mimo to, działania obu stron doprowadziły do upadku wielu mniejszych banków, bankructwa klientów, spirali inflacyjnej i w ostateczności – recesji gospodarczej w 1837 roku. Licencja Drugiego Banku Stanów Zjednoczonych wygasła w 1836 roku i został on przekształcony w instytucję całkowicie prywatną. Z powodu kłopotów finansowych, zbankrutował pięć lat później.